# Републикански път III-509
Републикански път IIІ-509 е третокласен път, част от Републиканската пътна мрежа на България, преминаващ изцяло по територията на област Кърджали. Дължината му е 36,7 км.
Пътят се отклонява наляво при 391,6 км на Републикански път I-5, на около 6 км преди ГКПП Маказа - Нимфея и се насочва на североизток по билото на един от страничните ридове на източнородопския планински рид Мъгленик. Последователно преминава през селата Кукуряк, Токачка, Лещарка, Тополка, Сърнак и Звънарка, слиза в долината на река Крумовица (десен приток на Арда), пресича я и в центъра на град Крумовград се съединява с Републикански път II-59 при неговия 31,8 км.
| Пътища, отклоняващи се надясно (населено място, № на пътя, посока на пътя) | Км   | Пътища, отклоняващи се наляво (посока на пътя, № на пътя, населено място) |
| -------------------------------------------------------------------------- | ---- | ------------------------------------------------------------------------- |
| Община Кирково, I-5, 391,6 км ←                                            | 0,0  | ← 391,6 км, I-5, Община Кирково                                           |
| (за с. Стрижба) общински път ←                                             | 1,1  |                                                                           |
| (за с. Тихомир) общински път, с. Кукуряк ←                                 | 10,7 | с. Кукуряк                                                                |
| (за с. Кран) общински път ←                                                | 12,5 |                                                                           |
| Община Крумовград, (за с. Малкоч) общински път ←                           | 13,7 | Община Крумовград                                                         |
| (за с. Пашинци) общински път ←                                             | 14,7 |                                                                           |
| (за с. Бук) общински път ←                                                 | 16,3 | → общински път (за селата Раличево и Гривка)                              |
| с. Токачка                                                                 | 19,2 | с. Токачка                                                                |
| с. Токачка                                                                 | 20,1 | ← с. Токачка, 15,4 км, III-5902 (от 14,3 км на II-59)                     |
| с. Лещарка                                                                 | 20,7 | с. Лещарка                                                                |
| с. Тополка                                                                 | 23   | с. Тополка                                                                |
|                                                                            | 26,3 | → общински път (за с. Голяма Чинка)                                       |
|                                                                            | 27,9 | → общински път (за с. Кандилка)                                           |
| с. Сърнак                                                                  | 29,6 | с. Сърнак                                                                 |
| (за с. Скалак) общински път, с. Звънарка ←                                 | 32,6 | с. Звънарка                                                               |
| (до ГКПП Ивайловград) II-59, 31,8 км, гр. Крумовград ←                     | 36,7 | ← гр. Крумовград, 31,8 км, II-59 (от гр. Момчилград)                      |